# Piz Laschadurella
Piz Laschadurella är en bergstopp i Schweiz.   Den ligger i regionen Engiadina Bassa/Val Müstair och kantonen Graubünden, i den östra delen av landet, 210 km öster om huvudstaden Bern. Toppen på Piz Laschadurella är 3 046 meter över havet, eller 265 meter över den omgivande terrängen. Bredden vid basen är 2,6 km.
Terrängen runt Piz Laschadurella är bergig åt nordväst, men åt sydost är den kuperad. Runt Piz Laschadurella är det mycket glesbefolkat, med 4 invånare per kvadratkilometer.. Närmaste större samhälle är Scuol, 13,8 km nordost om Piz Laschadurella. 
Trakten runt Piz Laschadurella består i huvudsak av gräsmarker.